# پرایریبورگ (آیووا)
پرایریبورگ (به انگلیسی: Prairieburg) شهری در ایالت آیووا کشور ایالات متحده آمریکا است که جمعیت آن در سرشماری سال ۲۰۱۰ میلادی، ۱۷۸ نفر بوده‌است.